# Tom Connally
Thomas Terry "Tom" Connally, född 19 augusti 1877 i McLennan County, Texas, död 28 oktober 1963 i Washington, D.C., var en amerikansk demokratisk politiker. Han representerade delstaten Texas i båda kamrarna av USA:s kongress, först i representanthuset 1917–1929 och sedan i senaten 1929–1953. Han var ordförande i senatens utrikesutskott 1941–1947 och 1949–1953.
Connally utexaminerades 1896 från Baylor University. Han avlade 1898 juristexamen vid University of Texas at Austin och inledde sedan sin karriär som advokat i Texas. Han deltog både i spansk-amerikanska kriget och i första världskriget i USA:s armé. Han efterträdde 1917 Robert L. Henry som kongressledamot.
Connally besegrade sittande senatorn Earle B. Mayfield i demokraternas primärval inför senatsvalet 1928. Han vann sedan själva senatsvalet och omvaldes tre gånger.
USA:s president Harry S. Truman utnämnde 1951 Mark Wayne Clark till USA:s diplomatiska sändebud i Vatikanstaten. Protestantiska grupper protesterade mot närmare relationer till Vatikanstaten och Connally i egenskap av ordförande i utrikesutskottet meddelade att han är emot utnämningen. Clark meddelade den 13 januari 1952 att han drar sig ur. Något nytt sändebud nominerades inte. Frågan om USA:s diplomatiska relationer till Den heliga stolen förblev kontroversiell fram till 1984 då diplomatiska relationer officiellt etablerades. 
Connally är begravd på Calvary Cemetery i Marlin i Texas.